# Giuseppe Vacca (storico)
Giuseppe Vacca (Bari, 27 gennaio 1939) è un politico, filosofo e storico italiano.

## Biografia
Si laureò in filosofia del diritto nel 1961 discutendo una tesi sulla filosofia politica e giuridica di Benedetto Croce. Fin dagli anni giovanili ha sempre svolto una intensa attività di organizzatore di cultura, culminata con l'impegno dedicato alla casa editrice De Donato tra i primi anni ’70 e il 1983. Membro del comitato centrale del Partito Comunista Italiano dal 1972 al 1991, è poi stato nella direzione del Partito Democratico della Sinistra. Libero docente in Storia delle dottrine politiche nel 1966, nel 1975 vinse la cattedra di tale disciplina presso l'Università di Bari.
Dal 1978 al 1983 è stato nel consiglio di amministrazione della RAI. Deputato per il PCI nella IX e X Legislatura nella circoscrizione elettorale Bari-Foggia. In occasione delle elezioni comunali del 1999, si è candidato a sindaco di Bari con il sostegno della coalizione di centro-sinistra, ma è stato sconfitto da Simeone Di Cagno Abbrescia. Ha ricoperto incarichi di partito in Puglia e a livello nazionale.
Ha rivolto poi i suoi studi alla storia del marxismo contemporaneo. Dal gennaio 1988 al 1999 ha diretto la Fondazione Istituto Gramsci di Roma, diventandone poi Presidente fino al 2016. Membro del Cda dell’Istituto dell’Enciclopedia italiana dal 2000 al 2017, presiede la Commissione scientifica dell’Edizione nazionale degli scritti di Antonio Gramsci. Gli scritti di Giuseppe Vacca sono tradotti nelle principali lingue europee; la sua vasta attività di conferenziere, le opere e il suo pensiero sono ampiamente note all'estero.
Professore di Storia delle dottrine politiche nell’Università di Bari (1968-1997), si è occupato in particolare dell'idealismo novecentesco e dell'hegelismo italiano nella seconda metà del XIX secolo, con particolare riferimento alla genesi del marxismo in Italia.

## Opere
- Politica e filosofia in Bertrando Spaventa, Bari, Laterza, 1967.
- Lukàcs o Korsch?, Bari, De Donato, 1969.
- Marxismo e analisi sociale, Bari, De Donato, 1969.
- Scienza, Stato e critica di classe. Galvano Della Volpe e il marxismo, Bari, De Donato, 1970.
- Politica e teoria nel marxismo italiano, 1959-1969. Antologia critica, Bari, De Donato, 1972.
- PCI, Mezzogiorno e intellettuali. Dalle alleanze all'organizzazione, a cura di, Bari, De Donato, 1973.
- Saggio su Togliatti e la tradizione comunista, Bari, De Donato, 1974.
- Osservatorio meridionale. Temi di politica culturale tra gli anni '60 e '70, Bari, De Donato, 1977.
- Quale democrazia. Problemi della democrazia di transizione, Bari, De Donato, 1977.
- Criticità e trasformazione. Korsch teorico e politico, 1923-1938, Bari, Dedalo, 1978.
- Gli intellettuali di sinistra e la crisi del 1956, a cura di, Roma, Editori Riuniti, 1978.
- Comunicazioni di massa e democrazia, a cura di, Roma, Editori Riuniti, 1980.
- L'informazione negli anni Ottanta, Roma, Editori Riuniti, 1984. ISBN 88-359-2728-5.
- Il marxismo e gli intellettuali. Dalla crisi di fine secolo ai Quaderni del carcere, Roma, Editori Riuniti, 1985. ISBN 88-359-2814-1.
- Tra compromesso e solidarietà. La politica del PCI negli anni '70, Roma, Editori Riuniti, 1987. ISBN 88-359-3096-0.
- Gorbačëv e la sinistra europea, Roma, Editori Riuniti, 1989. ISBN 88-359-3308-0.
- Tra Italia e Europa. Politiche e cultura dell'alternativa, Milano, Angeli, 1990. ISBN 88-204-6679-1.
- Gramsci e Togliatti, Roma, Editori Riuniti, 1991. ISBN 88-359-3495-8.
- Dal PCI al PDS. Intervista, Teresa Bartoli intervista Giuseppe Vacca, Bari, Delphos, 1991.
- Togliatti sconosciuto, Roma, l'Unità, 1994.
- Pensare il mondo nuovo. Verso la democrazia del XXI secolo, Cinisello Balsamo, San Paolo, 1994. ISBN 88-215-2803-0.
- Per una nuova Costituente, Milano, PasSaggi Bompiani, 1996. ISBN 88-452-2937-8.
- Vent'anni dopo. La sinistra fra mutamenti e revisioni, Torino, Einaudi, 1997. ISBN 88-06-14328-X.
- Da un secolo all'altro. Mutamenti della politica nel Novecento, Milano, Bompiani, 1998. ISBN 88-452-3591-2.
- Appuntamenti con Gramsci. Introduzione allo studio dei Quaderni del carcere, Roma, Carocci, 1999. ISBN 88-430-1280-0.
- Gramsci e il Novecento, a cura di, 2 voll., Roma, Carocci, 1999. ISBN 88-430-1364-5; ISBN 88-430-1466-8.
- Presente futuro. Idee per lo sviluppo ecosostenibile della Puglia, Bari, Dedalo, 2001. ISBN 88-220-6240-X.
- Riformismo vecchio e nuovo, Torino, Einaudi, 2001. ISBN 88-06-15956-9.
- In tempo reale. Cronache del decennio '89-'99, Bari, Dedalo, 2002. ISBN 88-220-6245-0.
- Ritorno in Puglia. Tre anni di volontariato politico, Bari, Palomar, 2002. ISBN 88-87467-84-6.
- Federalismo, sviluppo economico e coesione sociale in Puglia, a cura di e con Luigi Masella, Lecce. Martano, 2003. ISBN 88-86444-25-7.
- L'unità dell'Europa. Rapporto 2003 sull'integrazione europea, a cura di, Bari, Dedalo, 2003. ISBN 88-220-6255-8; Roma, Nuova iniziativa editoriale, 2003.
- Il dilemma euroatlantico. Rapporto 2004 della Fondazione Istituto Gramsci sull'integrazione europea, a cura di, Roma, Nuova iniziativa editoriale, 2004.
- Dalla Convenzione alla Costituzione. Rapporto 2005 della Fondazione Istituto Gramsci sull'integrazione europea, a cura di, Bari, Dedalo, 2005. ISBN 88-220-6283-3.
- I dilemmi dell'integrazione. Il futuro del modello sociale europeo. Rapporto 2006 sull'integrazione europea, a cura di e con José Luis Rhi-Sausi, Bologna, Il mulino, 2006. ISBN 88-15-11104-2.
- Il riformismo italiano. Dalla fine della guerra fredda alle sfide future, Roma, Fazi, 2006. ISBN 88-8112-704-0.
- Gramsci tra Mussolini e Stalin, con Angelo Rossi, Roma, Fazi, 2007. ISBN 978-88-8112-822-8.
- cura di Antonio Gramsci, Nel mondo grande e terribile. Antologia degli scritti 1914-1935, Torino, Einaudi, 2007. ISBN 978-88-06-18650-0.
- Studi gramsciani nel mondo. 2000-2005, a cura di e con Giancarlo Schirru, Bologna, Il mulino, 2007. ISBN 978-88-15-11822-6.
- Perché l'Europa? Rapporto 2007 sull'integrazione europea, a cura di e con José Luis Rhi-Sausi, Bologna, Il mulino, 2007. ISBN 978-88-15-11907-0.
- Studi gramsciani nel mondo. Gli studi culturali, a cura di e con Paolo Capuzzo e Giancarlo Schirru, Bologna, Il mulino, 2008. ISBN 978-88-15-12641-2.
- Le forme e la storia. Scritti in onore di Biagio De Giovanni, a cura di e con Marcello Montanari e Franca Papa, Napoli, Bibliopolis, 2011. ISBN 978-88-7088-613-9.
- Il Novecento di Eugenio Garin. Atti del Convegno di studi, a cura di e con Saverio Ricci, Roma, Istituto della Enciclopedia Italiana, 2011. ISBN 978-88-12-00058-6.
- Studi gramsciani nel mondo. Gramsci in America Latina, a cura di e con Dora Kanoussi e Giancarlo Schirru, Bologna, Il mulino, 2011. ISBN 978-88-15-13801-9.
- Vita e pensieri di Antonio Gramsci. 1926-1937, Collana Storia, Torino, Einaudi, 2012, ISBN 978-88-06-21000-7. - Collana ET Storia, Einaudi, 2014, ISBN 978-88-06-21999-4.
- Moriremo democristiani? La questione cattolica nella ricostruzione della Repubblica, Roma, Salerno, 2013. ISBN 978-88-8402-831-0.
- Il fascismo in tempo reale. Studi e ricerche di Angelo Tasca sulla genesi e l'evoluzione del regime fascista 1926-1938, a cura di e con David Bidussa, Milano, Feltrinelli, 2014, ISBN 978-88-07-99069-4.
- Togliatti e Gramsci. Raffronti, Pisa, Edizioni della Normale, 2014. ISBN 978-88-7642-507-3.
- P. Togliatti, La politica nel pensiero e nell'azione, Scritti e discorsi 1917-1964, a cura di G. Vacca con M. Ciliberto, Bompiani, Milano 2014.
- Quel che resta di Marx, Salerno Editore, Roma, 2016.
- Modernità alternative. Il Novecento di Antonio Gramsci, Torino, Einaudi, 2017.
- L'Italia contesa. Comunisti e democristiani nel lungo dopoguerra (1943-1978), Marsilio, Venezia 2018.
- Bertrando Spaventa tra unificazione nazionale e filosofia europea, a cura di G. Vacca e con Marcello Mustè e Stefano Trinchese, Viella, Roma 2018.
- La sfida di Gorbaciov. Guerra e pace nell'era globale, Salerno Editore, Roma 2019.
- In cammino con Gramsci, con un saggio di Marcello Mustè, Viella, Roma 2020.
- Studi gramsciani nel mondo. Gramsci in Francia, a cura di G. Vacca e con Romain Descendre e Francesco Giasi, Il Mulino, Bologna 2020.
- Il comunismo italiano. Una cultura politica del Novecento, Carocci, Roma 2021.
- Italia in cammino. Letture, ricordi, riflessioni, Castelvecchi, Roma 2022.
- Storiografia e vita nazionale. Liberismo e marxismo nell'Italia del Novecento, Treccani 2022.
- La tragica modernità del fascismo. Le analisi di Antonio Gramsci, Palmiro Togliatti e Angelo Tasca, Carocci, Roma 2022.